# A Noite do Óscar
A Noite do Óscar é um programa de animação 2D para adultos, exibido aos sábados à noite, por volta das 20.30h, na RTP2. Trata-se de um talk-show semanal em que o apresentador, o Óscar, cuja voz pertence a Pedro Fernandes, é um desenho animado, assim como o cenário, o público e ainda banda, a Tom Tom Jazz Band. Assim, apenas o convidado - uma figura pública portuguesa - é a única pessoa de "carne e osso" neste formato.
Cada programa começa com uma introdução de "stand-up comedy", bem ao estilo dos habituais talk-shows, seguindo-se uma pequena entrevista, como já foi referido, a uma personalidade. Durante a emissão, podemos ainda assistir a uma espécie de contracena entre o Óscar, o anfitrião, e o Tom, o baterista da banda, a quem José Pedro Ferraz dá a voz.
Este formato é uma criação original de Henrique Oliveira, da HOP!, tendo a duração aproximada de 25 minutos cada. Estreou na televisão portuguesa a 28 de Maio de 2011, tendo terminado a 10 de Março de 2012, com 36 episódios emitidos. No entanto, encontram-se disponíveis online todas as emissões do programa no site da RTP Play.

## Lista de Programas
| Programa | Convidado                   | Data       |
| -------- | --------------------------- | ---------- |
| 1        | Luís Filipe Borges          | 28-05-2011 |
| 2        | António Cordeiro            | 04-06-2011 |
| 3        | Mário Augusto               | 11-06-2011 |
| 4        | Pedro Abrunhosa             | 18-06-2011 |
| 5        | Joana Amaral Dias           | 25-06-2011 |
| 6        | António Vitorino de Almeida | 02-07-2011 |
| 7        | Fernando Caruso             | 09-07-2011 |
| 8        | Marco Horácio               | 16-07-2011 |
| 9        | Isabel Stilwell             | 23-07-2011 |
| 10       | Sónia Balacó                | 30-07-2011 |
| 11       | Ana Anes                    | 10-09-2011 |
| 12       | Manuel João Vieira          | 17-09-2011 |
| 13       | Débora Monteiro             | 24-09-2011 |
| 14       | Margarida Martins           | 01-10-2011 |
| 15       | José Luís Peixoto           | 08-10-2011 |
| 16       | António-Pedro Vasconcelos   | 15-10-2011 |
| 17       | Cuca Roseta                 | 22-10-2011 |
| 18       | Joana Cruz                  | 29-10-2011 |
| 19       | Rui Morrison                | 05-11-2011 |
| 20       | Sérgio Godinho              | 12-11-2011 |
| 21       | José Pedro Gomes            | 19-11-2011 |
| 22       | Inês de Medeiros            | 26-11-2011 |
| 23       | Joaquim Monchique           | 03-12-2011 |
| 24       | José de Pina                | 10-12-2011 |
| 25       | Margarida Rebelo Pinto      | 17-12-2011 |
| 26       | Nilton                      | 31-12-2011 |
| 27       | Ana Bacalhau                | 07-01-2012 |
| 28       | Luís Represas               | 14-01-2012 |
| 29       | Marta Crawford              | 21-01-2012 |
| 30       | Margarida Pinto Correia     | 28-01-2012 |
| 31       | Álvaro Costa                | 04-02-2012 |
| 32       | Luísa Barbosa               | 11-02-2012 |
| 33       | Luís Franco-Bastos          | 18-02-2012 |
| 34       | Clara Pinto Correia         | 25-02-2012 |
| 35       | Pedro Tochas                | 03-03-2012 |
| 36       | Sílvia Alberto              | 10-03-2012 |